# Floridai indián törzsek
A floridai indián törzsek azok az amerikai népek voltak, akik a ma Floridának nevezett területen éltek több mint 12 000 évig az európaiakkal való első érintkezés időpontja előtt. Florida őslakosai a tizennyolcadik századra nagyrészt eltűntek. Néhányan kivándoroltak Louisianába, ahol a leszármazottaik ma is élnek, néhány túlélőt a spanyolok Kubába és Mexikóba vittek az 1700-as években, és néhány túlélő csatlakozhatott a szeminol és mikkoszuki (miccosukee) törzsekhez.

## Történelem

### Őskor
Paleo-indiánok
10-12 ezer évvel ezelőtt Florida első lakói a nagy népvándorlások idején – feltehetőleg északról – érkezhettek a félszigetre. Az első indiánok vadászok és gyűjtögetők voltak, s fő táplálékuk az elejtett állatok húsa, valamint különböző vadon termő növények és magfélék voltak. Az állatok bőrét felhasználták ruhának, a csontot és az inakat szerszámnak és díszítéseket készítettek belőle. Fanyelű Suwanee-hegyű  lándzsájuk volt, amilyent a paleo-indiánok az egész földrészen alkalmaztak.
Archaikus korszak
Életmódjuk sokat változhatott 5000 évvel ezelőttig, mivel lándzsáik alakja is változott. 
Az első jelek az állandó vagy legalábbis időszakonként visszatérő településekre utalnak. Sok állatfaj kihalt ez idő alatt, így sokkal inkább függtek a folyóvízi halak, kagylók és más vízi állatok mennyiségétől. Diétájukban megjelenik több magféle és ehető gyökerek is. A Saint Johns és a Withlacoochee folyók mentén kagylódombok jelzik az indiánok tartózkodási helyét. Fő szerszámuk a nyeles, lándzsahegyű dárda volt, ezenkívül sokféle kőkést, fúrókat, vésőket és baltaféléket használtak, amelyekkel valószínűleg a fatörzsekből kenut faragtak.
A korszak népeinek kereskedelmi tevékenysége is említésre méltó. Az árucsere kellékei először a nagy folyók mentén jelentek meg, majd később elszórtan a mellékfolyók mentén is. A kerámia megjelenése előtti időkben a szemétdombok főként tengeri kagylókból álltak. A régészek egyet az Amália-szigeten, közel az Atlanti-óceánhoz, a másikat pedig Osprey-nál a Mexikói-öböl mentén találták.
Késői archaikus korszak
Az i. e. 2. évezred elején Floridában megjelenik a cserépedény, úgy tűnik elszigetelten, mint önálló felfedezés. Az északi földrész más területein az agyagedények csak az i. e. 8. század körül bukkannak fel. Az edényeknek lapos fenekük volt, és mosdótál vagy csésze formájúak voltak.
Orange-korszak
Az i. e 14. század táján vésett kőedényeket kezdtek készíteni, amelyek anyaga Észak-Alabama, vagy Északnyugat-Georgia dombjairól származott.
Átmeneti időszak
Az i. e. 10. századtól új emberek új eszközöket hoztak magukkal. A növénytermesztés jelentősebb szerepet kapott a mindennapi életben, s ezzel párhuzamosan állandó vagy évszakonként állandó települések alakultak ki, amely maga után vonta a lakosság számának hirtelen növekedését.
Az átmeneti korszak kb. az i. e. 5. századig tartott. Ezután a különböző csoportok (kultúrák) már különböző cserépedényeket készítettek, így a régészek el tudják különíteni őket egészen az i. e. 5. századtól a spanyolok megérkezéséig.

### Florida prekolumbiánus kultúrái
St. John kultúra
A St. John folyó és Közép-Florida tavainak partján elő emberek termeltek már haszonnövényeket is. Kukoricát is termesztettek, de ez nem volt számottevő. Halásztak, vadásztak és kagylóféléket gyűjtöttek.  Az év egy részében az óceán partjára vándoroltak. Ezek voltak a St. Johns emberek, számos timucuan törzs ősei.
Deptford-kultúra
A Mexikói-öböltől és a Tampa-öböltől egészen Alabamáig a Deptford-kultúra virágzott. Agyagedényeik puha anyagába fával rovátkákat nyomtak. A régészek kagylószemétdombokat találtak a parton és Északnyugat-Florida sós mocsaras területein, valamint a folyótorkolatoknál. Ismerték a kukoricatermesztést, de étrendjüknek csak kis részét képezte a kukoricafogyasztás. Mesterséges dombokat építettek vallási szertartások színhelyéül, valamint vezetőik temetkezési helyéül. Ezekben a sírokban talált tárgyak bizonyítják a kiterjedt kereskedelmi kapcsolataikat.
Weeden Island kultúra
A félsziget nagy részén – kivéve a keleti partot – a Deptford-kultúrából kialakult Weeden Island kultúra virágzott. Úgy tűnik, külön politikai központjuk volt a falvakban. A Mexikói-öböl partján, Charlotte Harbor mentén és Közép-Floridában, Ocalától északra néhány helyen mesterséges dombokat építettek szertartások helyéül, temetkezési helyül és házaik számára.
Az i. sz. 5. század körül a kisebb törzsek nagyobb politikai csoportokká egyesültek. A közösségekben a törzsfőnök és a családja már fontosabb szerepet töltött be, mint korábban. Néha sajátos tárgyakat vagy edényeket készítettek a főnök számára, melyeket temetkezéskor mellé helyeztek. A Weeden Island kultúra elterjedt egész Északnyugat-Floridában.
Ft. Walton kultúra
A Weeden Island kultúra hatással volt a Ft. Walton kultúra kialakulásában. Nagy mesterséges dombokat építettek templomaik, vezetőik és lakóházaik számára. Sűrűn lakott településeik voltak. A Ft. Walton kultúra faluközösségeiben merev osztályok jöttek létre, így például katonák, ahol a főnök a katonai vezető. (E kultúra kiterjedt egészen George és Alabama területére is.) Amikor a spanyolok megérkeztek Floridába, ezek az emberek már útépítkezéseket kezdtek Florida belseje felé.
Safety Harbor kultúra
A 15. század körül virágzó kultúra embereit Tocobaga indiánoknak hívták.
Dél-floridai indiánok
A Florida deli részén élő indiánok kultúrája - a Tampa-öböltől és Cape Canaveraltól délre - az 5. század után külön fejlődött az északi kultúráktól, majd három földrajzilag is jól elkülöníthető csoportra váltak szét.
Ezek sok közös vonást mutattak egymással, de külön etnikai csoportok maradtak. A dél floridai indiánok a tengeri javaktól függtek, és élelmük főként a nagy vízi és szárazföldi emlősök voltak.
Az egyik dél-floridai csoport, a tequesta indiánok ősei, a  part mentén éltek kb. Broward megyétől Cape Sable-ig. Kis falvakat alapítottak a folyótorkolatoknál és táborokat az Everglades peremén.
A második csoport tagjai Charlotte Harbortól délre Cape Sable-ig éltek. Kis zsúfolt falvakban laktak. Néhol mesterségek dombokat építettek, amelyek elérték a 10 méteres magasságot. Ezek az indiánok voltak a calusa indiánok ősei.
A harmadik csoportot a délnyugat-floridai indiánok alkották. A Clausahatchee folyón kenuval el lehetett jutni az Okeechobee-tó medencéjéig. Ez a vízi út lehetővé tette a csoportok közötti kapcsolatot.
Ezen a területen nagy múltja van a kukorica termesztésének, ennek nyomai már az i. e. 5. századtól kimutathatóak a tó körül. Később fontos vallási központok alakultak ki itt. Mindegyik több mesterséges dombból állt, és komplikált úthálózat kötötte őket össze.
A történelmi időszak (európai gyarmatosítás) kezdetén a floridai indiánok száma százezer lehetett. Viszonylag fejlett gazdaságot, társadalmi és politikai egységeket alakítottak ki. Kormányzó, vallási és katonai csoportok létesültek. Építkezéseikhez szervezett munkára és nagy mennyiségű munkaerőre volt szükség hosszú időn keresztül. Néha nagy közösségekben éltek, és kereskedelmi hálózatuk kiterjedt távoli területekre is. Csakúgy mint az észak-amerikai földrész más területein, ezek az emberek is barátságosak voltak az európai gyarmatosítókkal, de azok viselkedése csakhamar ellenségessé változtatta őket.

### Indián törzsek az európaiak megérkezésekor
Az európaiak megérkezése idején készült feljegyzések szerint a floridai indiánok hat fő csoportot képeztek számos alcsoporttal. A legnagyobb számú csoport a timucuan volt, mintegy 40 000 emberrel, a tocobaga indiánok 7 000, a calusa indiánok az Okeechobee-tó medencéjét is beleértve 20 000, az apalachee indiánok és a velük rokonságot mutató törzsek (északnyugat-floridai "nyél") 25 000, a tequesta indiánok 5 000, az ais és jeage indiánok pedig 2 000 lelket számláltak. A szeminol indiánok csak a 18. században vándoroltak be.
Apalachee törzs
Az apalachee törzs Aucillától az Ocklockoneóig terjedő területet foglalta el, de velük rokon törzsek éltek Nyugat- és Észak-Georgiában is. A központjuk Tallahassee gazdagon termő földje volt, amely képes volt ellátni nagyobb népességet. Étrendjüket elsősorban a kukorica, bab, tökfélék, gyümölcsfélék, szárnyasok és halak alkották.
Nyelvük az Észak-Amerika délkeleti részén kialakult maszkagí nyelvcsaládba tartozott. Nagyon keveset tudunk, mivel az apalachee nyelv a 18. század kezdetén kihalt, s csak egy pár szó maradt ránk a leszármazottjaiktól. A nyelv korai spanyol nyelvű leírása sejteti, hogy közeli rokonságban állt a mai hitchiti és alabama nyelvekkel. Mint más maszkagí nyelvek, alaktani szempontból összetett igéket használt.
Calusa törzs
A calusa indiánok a Tampa-öböltől (vagy Charlotte-öböl) Cape Sable-ig ellenőrzésük alatt tartották a Mayaimi-tó (ma Okeechobee-tó) vidékét. Korábban feltételezhetően a tequesta törzs is hozzájuk tartozott. Nem foglalkoztak mezőgazdasággal, mint a sekély vizek (10 ezer apró tó) közelében élő más törzsek sem. Többnyire kagylón éltek, amivel a sok apró tó bőségesen ellátta őket. Ismerték az íjat, a nyilat, a lándzsát és a parittyát. Ezenkívül készítettek még más eszközöket is faragott csontból és kagylóból. Szívesen használták a fát maszkok, dobozok, edények, csónakok készítésére. Olykor festéssel is díszítették tárgyaikat.
A kihalt calusa nyelvről nem maradtak feljegyzések, csak egy pár floridai helység neve őrzi emlékét. Így nem tudni, melyik nyelvcsaládba tartozhatott.
Valaha a calusa törzs meglehetősen erős volt (sok alkalommal megverték a spanyolokat), és technológiailag fejlettebb volt más törzseknél (csatornákat és mesterséges szigeteket építettek). Az európai betegségek azonban  elpusztították őket a 18. század elejére. A túlélők a szeminol törzshöz csatlakoztak, vagy kivándoroltak Kubába.
Ais, jeaga, tequesta törzsek
Az ais indiánok a mai Indian River néven is ismert területet foglalták el Cape Canaveraltól a Saint Lucie folyóig és szigetig. Jonathan Dickinson 1696-ban úgy írja le őket, hogy nem foglalkoznak mezőgazdasággal, elsősorban halakat esznek, pálmafa termést, kókuszt (coco plums) és tengeri szőlőt (sea grapes). Ebben az időben eszközeiket már kiegészítette a spanyol kés és balta. 
A jeaga indiánok az ais indiánok rokonai. Csak három faluközösséget alkottak.
A tequesta indiánok a mai Pombano Beach (Broward megye) és Cape Sable közötti területen éltek. Az Everglades választotta őket el a calusa indiánoktól. Nem foglalkoztak mezőgazdasággal, de nagyszerű halászok voltak.
Timucua törzs
A timucua indiánok, mint más észak floridai csoportok, vadászattal és gyűjtögetéssel foglalkoztak, de már termeltek kukoricát, babot, tököt és dohányt. Régészeti kutatások mutatják, hogy a timucua indiánok 14 vagy 15 külön törzset alkottak, amelyek a politikai és társadalmi fejlődés hasonló fokán álltak, de eltérő agyagedényeket és eszközöket készítettek.
Tocobaga indiánok

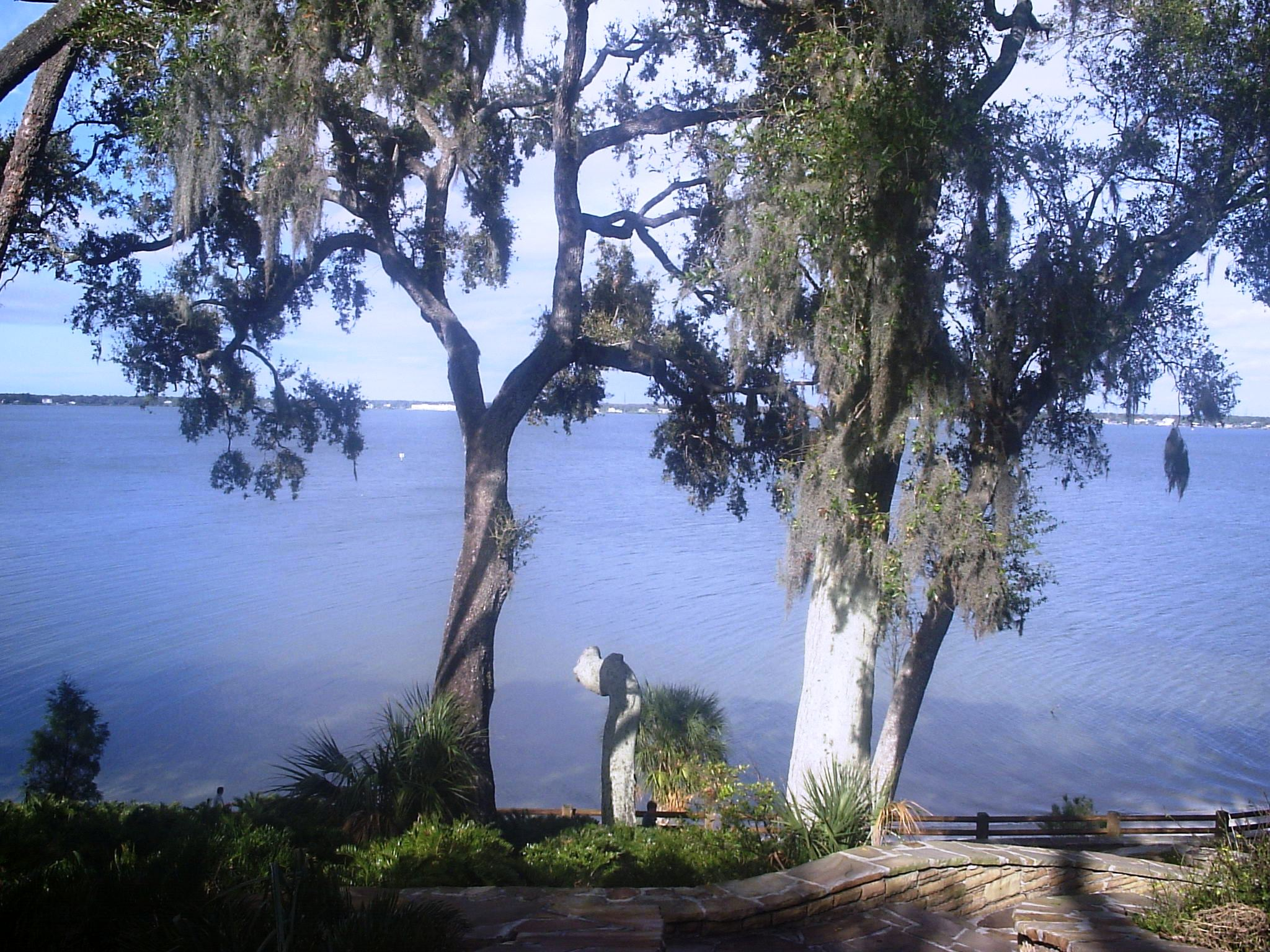
Tampa-öböl Tocobaga domb

A Tampa-öböl környékén, külön falvakban éltek. Mindegyik közösségnek megvolt a maga mesterséges dombja, ahol templomaikat és főnökeik házait felépítették. Csakúgy mint a timucuák, ők is foglalkoztak mezőgazdasággal, de étrendjüket elsősorban a tengerből nyert táplálék alkotta. A 16. században Hernando de Soto és Narváez expedíciója a tocobaga indiánok öblében kötött ki.

### Az őslakó törzsek eltűnése
Juan Ponce de León megjelenése után két és fél évszázad alatt a félsziget eredeti lakói eltűntek. Áldozatul estek az európaiak által behozott betegségeknek, az egymás között és a fehér emberekkel vívott háborúknak, az életben maradottak pedig elvándoroltak. A legtöbbjük 1763-ban távozott a spanyolokkal Kubába. Onnan 1783 után sem tértek vissza, amikor Florida ismét spanyol terület lett.

### Újabb indián bevándorlók
Miután a félsziget eredeti őslakossága eltűnt, a 18. és a 19. században szeminol (Seminole) és mikkoszuki (Miccosukee) indiánok vándoroltak a mai Georgia és Alabama államok területéről Floridába. E két törzs  korábban a krík (Creek) indiánok laza "szövetségébe" tartozott. A karolinai angolok ezért csak krík indiánokként említették őket.
A szeminolok először a félsziget északi részén telepedtek le, de lassanként kényszer hatása alatt a déli területekre húzódtak. A 19. század második felében, amikor Florida állam az Amerikai Egyesült Államok birtoka lett, a szeminolokat floridai otthonukból a Mississippitől nyugatra, oklahomai rezervátumokban akarták letelepíteni. Körülbelül 200 szeminolt át is telepítettek Oklahomába. A többiek azonban, mintegy 300 ember, a lápos Evergladesben találtak menedéket.
A mikkoszuki indiánok és a Floridában maradt szeminolok a 19. század végétől közös törzsbe tömörültek, és csak az 1950-es években váltak ismét külön.

## Florida mai indiánjai

### Szeminolok
A floridai szeminol indiánok „meg nem hódítottaknak” (Unconquered People) hívják magukat. Ők annak a 300 indiánnak a leszármazottai, akiket a szövetségi kormány hadserege nem tudott elfogni. Ma hat floridai rezervátumban 2000 ember él. A rezervátumok Hollywood, Big Cypress, Brighton, Immokalee, Ft. Pierce és Tampa városok területén vannak.
A floridai szeminolok keményen dolgoznak, hogy gazdaságilag önállóak legyenek. Hogy ezt elérhessék különböző ipari kezdeményezésekbe fognak.
Rezervátumaik szuverén területek és adómentességet élveznek a dohánytermékek árusítása és kaszinóik bevétele után. 
A turistaforgalom és a bingó szerencsejáték bevétele segíti az iskoláik fenntartását, a szociális ellátást, az idegenforgalmi vállalkozásaikat, az egyre csökkenő állattenyésztést (főként szarvasmarha), a citrusfélék és a dohány termesztését.
Gazdasági függetlenségük elérése mellett nem hanyagolják el a hagyományaikat sem. Hagyományos öltözékben ünneplik meg az évszakok változását, éppúgy mint évszázadokkal ezelőtt élt őseik. Látogatják az iskolákat és a fesztiválokat az egész ország területén, hogy bemutassák hagyományos táncaikat.
Nyelvük a maszkagí nyelvcsaládhoz tartozó krík nyelv. Bár használata hanyatlóban van, ma ismét sok fiatal fordít gondot ősei nyelvének megőrzésére.

### Mikkoszuki indiánok
Florida másik indián csoportját a mikkoszuki indiánok alkotják. Létszámuk 500 fő körüli. Területük a Miccosukee Indian Reservation, amely három külön területből áll, és 332 km² nagyságú. Nyelvük, a mikkoszuki nyelv a maszkagí nyelvcsaládhoz tartozik.

### Egyéb indiánok
Florida egyes településein krík indiánok is élnek kisebb számban, akiknek ősei szintén a 19. században vándoroltak ide.

## Angol nyelvű források
- Tebeau, Charlton W. and Marina, William: A History of Florida, Third Edition, University of Miami Press, Coral Gables, Florida
- Milanich, Jerald T. and Hudson, Charles: Hernando de Soto and the Indians of Florida, University Press of Florida

## Fordítás
- Ez a szócikk részben vagy egészben  a   Miccosukee című angol Wikipédia-szócikk fordításán alapul.  Az eredeti cikk szerkesztőit annak laptörténete sorolja fel. Ez a jelzés csupán a megfogalmazás eredetét és a szerzői jogokat jelzi, nem szolgál a cikkben szereplő információk forrásmegjelöléseként.
- Ez a szócikk részben vagy egészben  a   Miccosukee Indian Reservation című angol Wikipédia-szócikk fordításán alapul.  Az eredeti cikk szerkesztőit annak laptörténete sorolja fel. Ez a jelzés csupán a megfogalmazás eredetét és a szerzői jogokat jelzi, nem szolgál a cikkben szereplő információk forrásmegjelöléseként.